# Pawieł Jerszow
Pawieł Iwanowicz Jerszow (ros. Павел Иванович Ершов, ur. 1914, zm. 1981) – radziecki dyplomata.

## Życiorys
Członek WKP(b), od 1941 pracował w Ludowym Komisariacie Spraw Zagranicznych ZSRR, 1943-1944 zastępca kierownika Wydziału Środkowowschodniego tego komisariatu, 1944-1948 radca Ambasady ZSRR w Turcji. Od 26 czerwca 1948 do 11 lutego 1953 ambasador nadzwyczajny i pełnomocny ZSRR w Izraelu, od marca 1953 zastępca kierownika, później kierownik Wydziału I Europejskiego Ministerstwa Spraw Zagranicznych ZSRR, od 30 marca 1955 do 7 września 1957 ambasador nadzwyczajny i pełnomocny ZSRR w Szwajcarii. 1957-1961 ekspert-konsultant Komisji ds. Publikacji Dokumentów Dyplomatycznych MSZ ZSRR, 1961-1964 zastępca dyrektora generalnego UNESCO, 1964-1968 pracownik aparatu MSZ ZSRR, następnie zwolniony.